# Børning 2
Børning 2 är en norsk spelfilm från 2016, regisserad av Hallvard Bræin och producerad av Filmkameratene. Filmen är en uppföljare till Børning från 2014.
Filmen blev nominerad till fyra klasser under Amandaprisen 2017: bästa norska biofilm, bästa visuella effekter, bästa ljuddesign och folkets Amanda och två klasser under Kanonprisen 2016: bästa producent och Filmwebs Kanonpris.
En uppföljare, Børning 3, släpptes 2020 där handlingen utspelar sig i Norge, Sverige, Danmark och Tyskland och slutar med ett lopp runt Nürburgring.

## Handling
När Roy Gundersen (Anders Baasmo Christiansen) kommer ut ur fängelset efter två år, för att ha deltagit i ett olagligt folkrace, är han fast besluten på att få sitt liv tillbaka. Han har nått botten, gått i konkurs, och i ett försök bättra sig och vara en god förebild för dottern Nina (Ida Husøy), tar han anställning på en bensinstation. När Roys gravida flickvän arrangerar en "ute ur fängelset"-fest, dyker någon av hans gamla folkracefiender upp och utmanar honom till att vara med i ett nytt lopp. Loppet ska börja i Fosnavåg och därefter fortsätta genom Sverige och Finland med ändhållplats i Murmansk i Ryssland. Roy avböjer. Han försöker hålla sig på det torra och vill hellre spendera tiden på Nina än att köra folkrace. Men när Roy får reda på att Nina ska vara med i loppet tillsammans med pojkvännen Charlie, måste han försöka stoppa henne. Loppet blir vilt och farligt; över fjäll, hala vägar och isigt vatten. Det blir också en jakt mellan bilarna och polisen, som gör allt de kan for att stoppa loppet.

## Rollista
- Anders Baasmo Christiansen – Roy Gundersen
- Ida Husøy – Nina
- Otto Jespersen – Nybakken
- Sven Nordin – Doffen
- Jenny Skavlan – Sylvia
- Henrik Mestad – Philip Mørk
- Marie Blokhus – Ingrid Lykke
- Jonas Hoff Oftebro – Charley
- Vegar Hoel – Kayser
- Lise Karlsnes – Madeleine
- Robert Skjærstad – Arne Roger
- Stig Frode Henriksen – Petter'n
- Mikkel Gaup – Mikkel
- Ravdeep Singh Bajwa – Fabian
- Jade Francis Haj – Fredrik
- Arthur Berning – Kenneth
- Lisa Uhlen Ryssevik – Thea
- Emil Lystvedt Berntsen – Tommy
- Fredrik Skogsrud – Tor Erik
- Anders Rydning – Paul
- Thomas Ryste – Kjell "Kjellen" Bigset
- Tori-Lena Eikanger – Gerd
- Simon Norrthon – Stefan
- Kristo Salminen – finsk polis
- Mats Mogeland – fängelsevakt